# Vittoria Bogo Deledda
Pour les articles homonymes, voir Bogo et Deledda.
Vittoria Francesca Maria Bogo Deledda, née le 1er janvier 1967 à Posada et morte le 17 mars 2020 à Budoni est une femme politique et sénatrice italienne de la XVIIIe législature. Elle était affiliée au mouvement 5 étoiles.

## Biographie
Après avoir obtenu son diplôme du lycée scientifique Enrico Fermi de Nuoro, elle obtient deux diplômes en sociologie et en sciences politiques de l'Université La Sapienza de Rome. 
En 1992, elle est embauchée par l'administration municipale de Budoni en tant que responsable des services sociaux, de la culture et du tourisme. 
Elle meurt le 17 mars 2020, à l'âge de 53 ans, d'une tumeur. 

### Élection en tant que sénatrice
Elle est élue sénatrice du Mouvement 5 étoiles à la XVIIIe siècle législature lors des élections politiques du 4 mars 2018, à la troisième circonscription de Sassari-Olbia. Elle obtient un total de 103 823 voix.